# Sheila Faith
Irene Sheila Faith z domu Book (ur. 3 czerwca 1928 w Newcastle upon Tyne, zm. 28 września 2014 tamże) – brytyjska polityk i lekarz dentysta, członek Izby Gmin, posłanka do Parlamentu Europejskiego II kadencji.

## Życiorys
Córka Isaaca i Sarah Book, pochodziła z rodziny żydowskiej. Ukończyła studia  na Durham University, w 1950 uzyskała uprawnienia chirurga stomatologicznego i do 1970 praktykowała w tym zawodzie. Od 1972 była również sędzią pokoju.
Zaangażowała się w działalność polityczną w ramach Partii Konserwatywnej. Zasiadała w radzie hrabstwa Northumberland (1970–1974) i radzie miejskiej Newcastle upon Tyne (1975–1978). W kadencji 1979–1983 członek Izby Gmin, w 1984 wybrana posłanką do Parlamentu Europejskiego. Przystąpiła do frakcji Europejscy Demokraci. W kolejnych latach zajmowała różne stanowiska w administracji państwowej, m.in. należała do Parole Board of England and Wales.
Od 1950 zamężna z Dennisem, nie mieli dzieci.